# 卡舒埃拉斯迪马卡库
卡舒埃拉斯迪马卡库是巴西里约热内卢州的一个市镇。总面积955.806平方公里，总人口57300人，人口密度59.9人/平方公里。